# Svatojiřský průliv

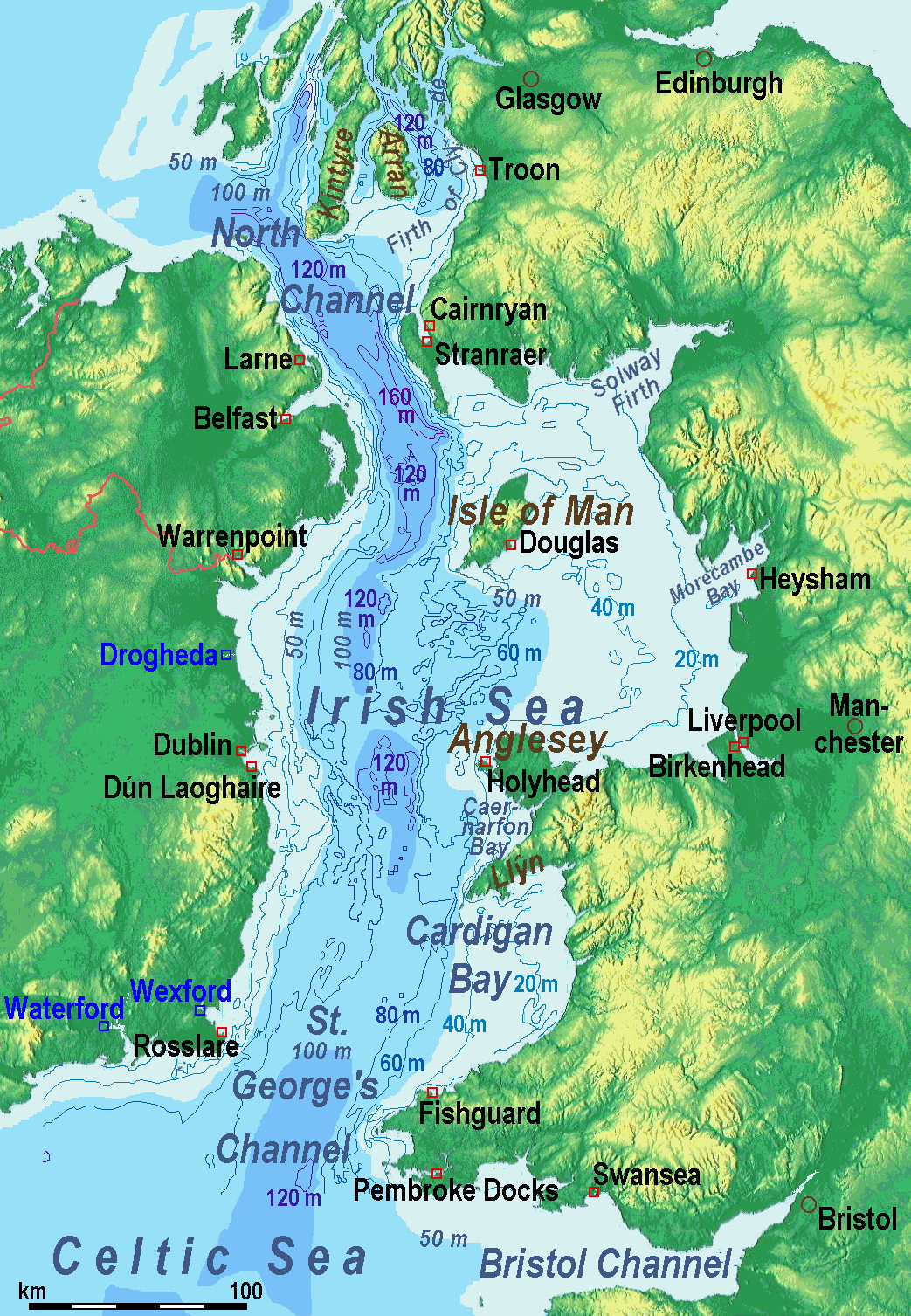
Reliéfní mapa Irského moře

Svatojiřský průliv (anglicky St George's Channel, velšsky Sianel San Siôr, irsky Muir Bhreatan) je průliv v Atlantském oceánu spojující Keltské moře s Irským mořem.
Odděluje Irsko na západě a Wales na východě. Nejužší je na spojnici mysů St. David's Head ve Walesu a Carnsore Point v Irsku.
Na pobřeží průlivu leží několik významných přístavů; na irské straně Rosslare Harbour, Wexford, na velšské Milford Haven, Pembroke a Fishguard.
Historicky bylo jako Svatojiřský průliv označováno celé moře mezi Irskem a jihozápadní částí Velké Británie mezi poloostrovem Lleyn až k Land’s End resp. mysem Cornwall. Jméno nese na základě legendy ze 14. století, podle které Svatý Jiří připlul tímto průlivem při své cestě z Byzantské říše do Británie.